# 奥扎克嚎兽
奥扎克嚎兽（Ozark Howler），又称奥扎克黑色嚎兽（Ozark Black Howler），是一种据传出没于美国德克萨斯州、密苏里州、俄克拉荷马州与阿肯色州偏远地区的神秘生物。

## 基本信息
奥扎克嚎兽传闻具体出现的时间并不确切，有观点认为可以追溯至1998年阿肯色州一些地区的民间传闻甚至更早的1980年代。奥扎克嚎兽通常被描述为熊大小的身体、敦实的身体与黑色的毛发，有时有角或者尾巴。它的声音像是狼与马鹿声音的混合，还有一些目击者认为更像是鬣狗的声音。一些研究者认为，目击者可能是将美洲狮误认或看见了某种未知的大型猫科动物。对此美国鱼类及野生动物管理局认为，阿肯色州不存在美洲狮繁殖种群，但不排除山中有逃脱或被释放的宠物美洲狮。一些神秘动物学的研究者推测奥扎克嚎兽可能是英国传说生物“黑犬”的变种。一些历史学家推测，奥扎克嚎兽可能源于美洲原住民对斯剑齿虎这类大型猛兽留下的传说。
查德·阿门特（Chad Arment ）在他出版的书籍《Cryptozoology》中指出奥扎克嚎兽只是个骗局，神秘动物学家洛伦·科尔曼在调查后亦表示奥扎克嚎兽是一场互联网骗局。根据查德·阿门特与洛伦·科尔曼的说法，该故事的始作俑者透过虚假身份在网路散布奥扎克嚎兽的信息，并向多位神秘动物学家发送邮件，试图欺骗神秘动物学界并误导研究者们将虚构的奥扎克嚎兽写入书中。

## 目击
- 2011年5月28日晚-29日凌晨，阿肯色州牛顿县，一对夫妻在露营时看见一只四肢行走、有着黑色皮毛的动物来回移动，在凌晨2:15左右时发出刺耳的嚎叫。有观点认为这次目击可能是奥扎克嚎兽或大脚怪，另一些人则认为是黑熊。[8]